# Dolore nocicettivo
Il dolore nocicettivo è il processo in base al quale uno stimolo lesivo è percepito a livello periferico dai nocicettori (terminazioni nervose periferiche) e trasmesso al sistema nervoso centrale e quindi inquadrato (in termini di localizzazione ed intensità), potenziato o inibito e infine memorizzato.
Nella classificazione patogenetica del dolore si ha: 
- dolore nocicettivo
- dolore neuropatico
- dolore idiopatico (o misto).

Il dolore accusato è correlato all'entità del danno e alla sua dislocazione. Si parla di dolore:
- somatico, se interessa cute, sottocute e muscoli ed è descritto come sordo o caratterizzato da crampi;
- viscerale, se interessa i visceri ed è descritto come lancinante o penetrante.